# Меланезія

Меланезія — одна з трьох великих культурних областей в Тихому океані.

Мелане́зія (фр. Mélanésie від грец. μέλας — «чорний» та νῆσος — «острів»; «Чорні острови») — сукупність острівних груп в Тихому океані, чиї корінні мешканці не говорять ні полінезійськими, ні мікронезійськими мовами, а також є темношкірими. Меланезія розташована на північному сході від Австралії.
- Площа: 940 000 км²
- Населення: 6 500 000 чоловік

До Меланезії належать такі групи островів:
- Нова Каледонія
- Нова Гвінея
- Соломонові Острови
- Вануату
- Фіджі
- Архіпелаг Бісмарка
- Острови Санта-Крус
- Луайоте
- Острови Торресової протоки

## Держави Меланезії

Держави та острови Меланезії

- Соломонові Острови. Столиця — Хоніара (на о. Гуадалканал, 30,5 тис. чол., 1985). Протяжність — 1550 км. Площа — 29,8 тис. км². Вища точка — г. Попомансо (2331 м). Населення — 286 тис. чол. (1985). Офіційна мова — англійська, вживається піджин і місцеві мови. Свята: 7 липня — День незалежності. Острови заселені вихідцями з Нової Гвінеї. Експорт: копра, риба, деревина, какао-боби, пальмова олія. Острови відкрив в 1568 р. Менданья де Нейра, північну частину — в 1768 р. відкрив Луї Антуан де Бугенвіль. З 1885 р. острови недовго знаходилися під управлінням Німеччини, в 1893 островами оволоділа Велика Британія, окрім островів Бугенвіль і Бук. Ці острови після другої світової війни відішли до Австралії. У 1978 р. Соломонові о-ви отримують незалежність.
- Вануату — архіпелаг Нові Гебриди, включає 80 островів. Вища точка — 1879 м на о. Еспіріту-Санто. Населення — 185 тис. чол. (1998). Столиця — Порт-Віла (24 тис. чол.). Офіційні мови: біслама, англійська, французька. Релігія — протестантизм. Першим європейцем побачив ці острови Педро де Кирос, назву їм дав Кук в XVIII ст. З 1887 р. — співволодіння Франції та Великої Британії. З 1980 р. незалежна республіка.
- Фіджі — держава на однойменних островах. Два найбільші острови — Віті-Леву і Вануа-Леву, близько 300 дрібних островів. Населення — 926 тисяч чоловік (2018). Столиця — Сува (94 тисячі мешканців на 2017 рік). Офіційна мова — англійська. Відкриті острови Абелем Тасманом в 1643 р. Вища точка — Томаніві (1323м). У 1970 Фіджі отримали незалежність, але входили в склад Британської Співдружності. У 1987 вийшла зі складу Співдружності. Свята: 10 жовтня — День незалежності. Експорт: цукор, копра, золото, деревина, риба, одяг. Визначні пам'ятки — музей Фіджі в Суві, представляє етнографію і археологію.
- Папуа Нова Гвінея та провінції Західне Папуа і Папуа,  Індонезія.
- Нова Каледонія — «заморська територія» Франції, включає окрім о. Н. Каледонії ряд дрібних островів. Острови відкриті в 1774 р. Вища точка — Панье (1628 м). Населення — 145 тис. чол. (1985). Адм. центр — Нумеа. Етнічний склад — меланезійці (канаки) і французи. Офіційна мова — французька, поширені гібридні мови. Релігії: католицизм, протестантизм. Основа економіки — гірничорудна промисловість (видобування нікелю, кобальту і хрому). 95 % національного доходу дає експорт нікелю і нікелевої руди. Примітка: гібридні мови — піджин-інглиш, біч-ла-марі, ток-пісін (держ. мова Папуа Н. Гвінеї) та ін. — складаються з суміші англійських, іспанських, французьких слів, або мають лексику англійської (або іншої мови), але суміщену з місцевою меланезійською граматикою.

## Історія
Меланезія має глибоку і різноманітну історію заселення, яка налічує десятки тисяч років. Перші люди з'явилися на території Меланезії понад 40 000 років тому. Вони належали до групи папуаських народів, які прибули з Південно-Східної Азії, просуваючись через Індонезію до Нової Гвінеї та прилеглих островів. Ці перші хвилі заселення сформували основу для сучасних мовних і етнічних груп регіону.
Близько 1500 року до н. е. до Меланезії прибули носії лапітської культури, що належали до австронезійських народів. Вони принесли з собою нові технології, включаючи землеробство, гончарство та будівництво човнів, що дозволило їм заселяти великі території Тихого океану. Саме лапітці стали предками багатьох народів Полінезії та Мікронезії, хоча в Меланезії вони змішалися з місцевим папуаським населенням.
Європейці почали досліджувати регіон у XVI–XVII століттях. Першим з європейців, хто відвідав Меланезію, був іспанський мореплавець Альваро де Менданья, який у 1568 році відкрив Соломонові Острови. Згодом до регіону прибували англійці, французи, голландці та німці, які поступово встановлювали колоніальний контроль над островами.
У XIX столітті Меланезія стала ареною активної колонізації: Франція встановила владу над Новою Каледонією, Велика Британія — над Фіджі та частинами Соломонових Островів, а Німецька імперія — над частинами Нової Гвінеї та архіпелагу Бісмарка. Згодом ці території переходили під контроль інших держав, особливо після Першої світової війни.
Під час Другої світової війни Меланезія набула стратегічного значення як арена запеклих боїв між силами Японії та союзників. Особливо важливими були кампанії в Новій Гвінеї, на Соломонових островах (включаючи Гуадалканал) та на інших ключових островах регіону.
Після війни розпочався поступовий процес деколонізації. Фіджі здобула незалежність у 1970 році, Папуа Нова Гвінея — у 1975, Соломонові Острови — у 1978, а Вануату — у 1980. У XXI столітті Нова Каледонія проводить референдуми щодо можливого виходу зі складу Франції.

## Вірування

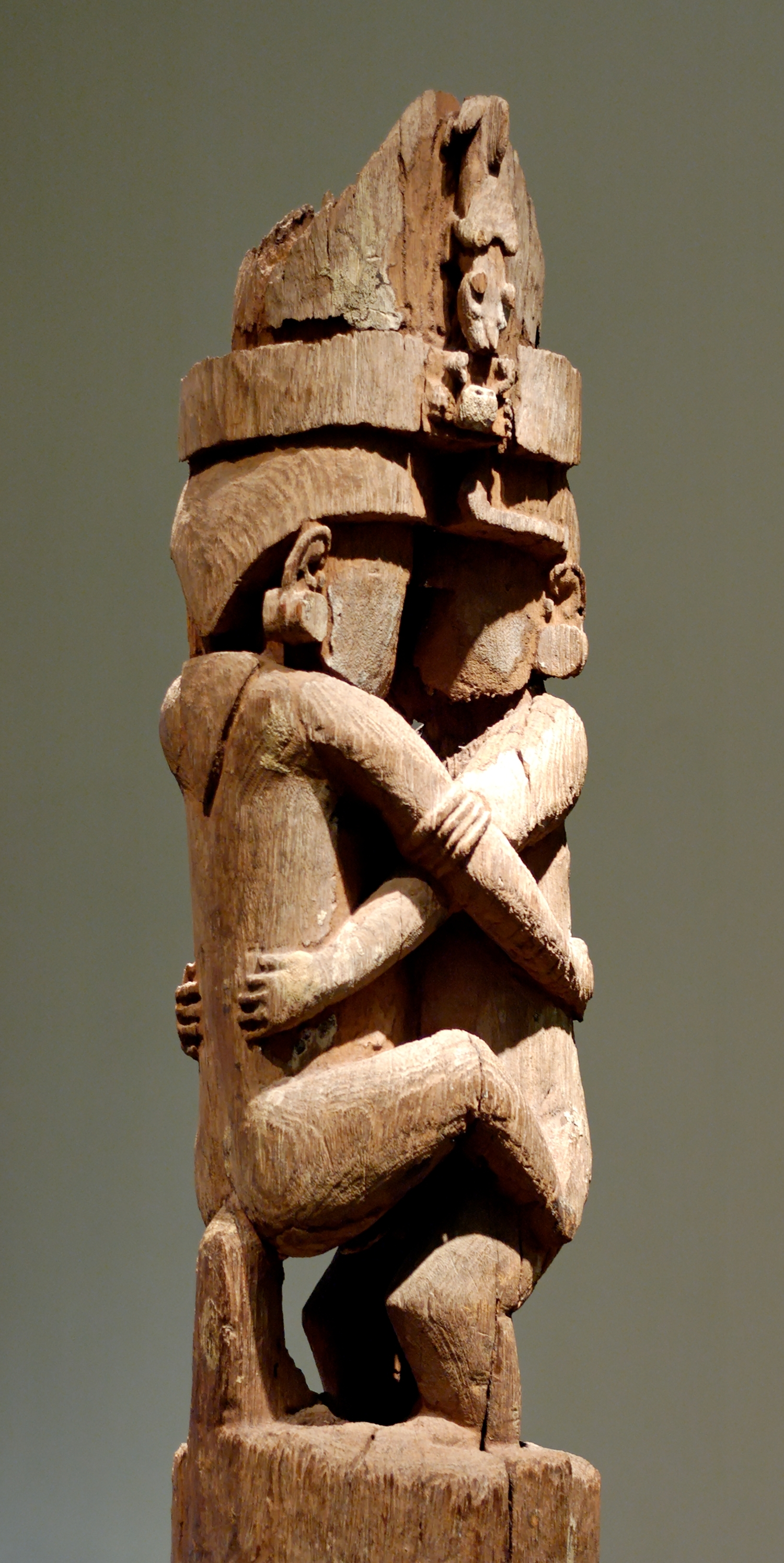
Верхівка церемоніального стовпа. Макіра, Соломонові острови.

Меланезійські вірування містять у собі віру в духів-фігона (хігона). Головний фігона Агунуа вважається творцем світу. Іноді створення світу приписується братам-першотворцям, які борються між собою. Один із них наділений мудрістю, винахідливістю, почуттям гідності, саме він створює порядок і блага цивілізації, що забезпечують нормальне життя, у той час як другий брат, підступний, неперебірливий у засобах і дурний, псує створене і сам творить лихі речі. Поряд із фігона відомі здаро (атаро) — духи моря, дерев, морського берега, що заподіюють людям шкоду, але передають їм уві сні мистецтво танцю і сімейні обереги. До фігона й адаро звертаються за підтримкою перед військовим походом. У манус і в жителів острова Лау (Фіджі) відомі духи-покровителі, що не мають нічого спільного з родинними предками і не були в минулому людьми; за кожним з них також закріплені печери, скелі, дерева.
Хоча в багатьох місцях Меланезії духи природи і духи мертвих називаються однаково і між ними простежуються деякі зв'язки, принципові уявлення про смерть, духів мертвих, землю покійних у кожного племені мають оригінальне коріння.
Типові уявлення про відхід духів мертвих у «свою» землю, що звичайно локалізується на острові, під землею або під водою, про шляхи духів, про засоби переправи в землю мертвих, про її устрій і уявлення про тамтешнє «життя». Водночас, духи мертвих тривалий час (або навіть постійно) перебувають поблизу від будинку або в будинку як хранителі. У манус у ролі оберегів виступають найближчі мертві родичі. Обов'язок підопічного — здійснити весь комплекс похоронних ритуалів і зберігати череп мертвого; борг особистого духу — охороняти живого від «чужих» духів. При порушенні духом цього боргу (особливо після смерті підопічного) череп викидається. Вважалося, що дух мертвого може ввійти в немовля, втілитися в камені або тварині.
Релігійні уявлення меланезійців у значній мірі визначалися концепцією мана — властивою людям, тваринам, предметам особливою життєвою силою. Вважалось, що такою силою володіють предки. На цьому уявленні базувалась магічна практика спілкування з предками.
В уявленнях про предків у низці випадків зберігаються чіткі сліди тотемізму, що виявляються як у релігійній доктрині, так і в реальній родовій організації та генеалогії. На островах Лау окремі родинні групи вели своє походження від тотемних предків — від спеціального виду дерева — ву («пращур»), міфічної куриди, білого пса та від інших тварин і рослин. При цьому такі предки перевтілювалися в риб, птиць або в дерева і саме в цій формі безпосередньо впливали на членів «своїх» громад, допомагаючи або заподіюючи шкоду. Розповіді про зустрічі з перевтіленими предками мали, зокрема, роз'ясняти засоби їхнього умилостивлення і попереджати про те, що відповідні види тварин або рослин не можна вбивати, їсти тощо. Прямими нащадками тотемних предків вважалися пращури кланів. Спроможність духів до втілення, їхнє представлення нащадкам у перетвореному виді свідчить про нерозчленоване сполучення уявлення про колективну відповідальність з уявленням про переродження.
Частиною шанування предків явився поширений у ряді місць таємний культ, учасники якого за допомогою особливих ритуальних операцій «одержували» мана від предків, що виконували в даній ситуації роль особистих покровителів і захисників. Учасники ритуалів повинні знати заклинальні пісні (меке), що незрозумілі непосвяченим.